# Vuottasjaure (Gällivare socken, Lappland, 747819-167231)
Vuottasjaure är en sjö i Gällivare kommun i Lappland och ingår i Luleälvens huvudavrinningsområde. Sjön har en area på 2,48 kvadratkilometer och ligger 463,9 meter över havet. Vuottasjaure ligger i Sjaunja Natura 2000-område. Sjön avvattnas av vattendraget Sjaunjaätno.

## Delavrinningsområde
Vuottasjaure ingår i det delavrinningsområde (747780-167096) som SMHI kallar för Utloppet av Vuottasjaure. Medelhöjden är 485 meter över havet och ytan är 13,11 kvadratkilometer. Räknas de 29 avrinningsområdena uppströms in blir den ackumulerade arean 390,33 kvadratkilometer. Sjaunjaätno som avvattnar avrinningsområdet har biflödesordning 2, vilket innebär att vattnet flödar genom totalt 2 vattendrag innan det når havet efter 282 kilometer. Avrinningsområdet består mestadels av skog (46 procent) och sankmarker (34 procent). Avrinningsområdet har 2,62 kvadratkilometer vattenytor vilket ger det en sjöprocent på 20 procent.